# Psykter
Psykter er en antik græsk vasetype. Navnet betyder køler. Psykteret blev fyldt med vin og sat ned i et større kratér fyldt med koldt vand eller is for at afkøle vinen.
Typen er svampeformet med en smal fod, bred, afrundet krop og en kort hals. 